# Роберто Гајон
Роберто Гајон Маркез (рођен 1. јануара 1905. у Сан Хосеу, непознат датум смрти) био је мексички фудбалски нападач који је два пута наступио за Мексико на ФИФА-ином светском првенству 1930. године.
Гајон је добио надимак „Ла Пулга“, а у мексичком фудбалу је играо за Америку.
Друга релевантна чињеница је да први играч који није рођен у Мексику и који је играо Светско првенство био управо Гајон.

## Учешће на светским куповима
| Првенство                  | Домаћин | Резултат  |
| -------------------------- | ------- | --------- |
| Светски куп у фудбалу 1930 | Уругвај | Прва фаза |

## Титуле
| Лига                   | Клуб         | Сезона  |
| ---------------------- | ------------ | ------- |
| Мексичка прва дивизија | Клуб Америка | 1927-28 |